# Vivoryon Therapeutics
Die Vivoryon Therapeutics N.V., (Euronext Amsterdam: VVY) mit Sitz in Amsterdam ist ein biopharmazeutisches Unternehmen mit strategischem Schwerpunkt ausgerichtet auf die Entwicklung von Medikamenten zur Behandlung von Alzheimer.

## Geschichte
Das Unternehmen wurde 1997 von Konrad Glund und Hans-Ulrich Demuth unter dem Namen ProBioTec GmbH zur Entwicklung von Antidiabetika, der damals neuartigen Wirkstoffklasse der DPP4-Inhibitoren, gegründet. Der Name wurde 2001 in Probiodrug AG und 2019 in Vivoryon Therapeutics AG geändert. Die gesamte Diabetesforschung mit allen Patentrechten wurde 2004 veräußert. Im Oktober 2014 ging das Unternehmen an die Börse und wurde an der Amsterdamer Börse Euronext verzeichnet. 2020 verlegte Vivoryon seinen Sitz nach Amsterdam.

## Portfolio
Die Firma entwickelt ein Therapiekonzept, das in den Entstehungsprozess und das frühe Krankheitsgeschehen eingreift. Die Entwicklungsansätze zielen dabei auf das Pyroglutamat-Abeta (pGlu-Abeta) ab, einer Schlüsselkomponente der neuro- /synaptotoxischen Pathologie der Erkrankung. In diesem Prozess spielt das Enzym von Glutaminyl-Cyclase (QC) eine entscheidende Rolle.
Vivoryons Produktkandidat, Varoglutamstat (PQ912), hat eine Phase-2a-Studie erfolgreich abgeschlossen. Zu den Produkten des Unternehmens gehört PBD-C06, ein anti-pGlu-Abeta-spezifischer monoklonaler Antikörper, der sich in der präklinischen Entwicklung befindet. Vivoryon Therapeutics besitzt Patente, die die Inhibierung von QC als therapeutisches Prinzip und seine Produktkandidaten schützen.
2004 gelang der Nachweis, dass QC die Bildung bestimmter β-Amyloid-Spezies mit einem Pyroglutamylrest katalysiert. Diesen Substanzen, kurz „pGlu-Abeta“, wird eine Rolle bei der Entstehung der Alzheimer-Krankheit zugesprochen. Seitdem konzentriert sich das Unternehmen auf die Entwicklung von Alzheimer-Therapien. Die Entwicklungsansätze zielen auf eine Senkung von pGlu-Abeta insbesondere durch Enzymhemmung der Glutaminyl-Cyclase. Vivoryon Therapeutics besitzt Patente, die die Nutzung von QC als therapeutisches Prinzip und seine Produktkandidaten sowie spezifische monoklonale Antikörper gegen pGlu-Abeta schützen.

## Belege
1. ↑  Probiodrug – Alzheimer-Forscher wollen an die Börse. Frankfurter Allgemeine Zeitung, 11. Oktober 2014.